# Qi Yuanjing
Qi Yuanjing (chinesisch 戚元靖; * 4. April 1929 in Wuhan, Hubei; † 4. November 1994) war ein chinesischer Politiker der Kommunistischen Partei Chinas (KPCh), der unter anderem von 1985 bis 1993 Minister für metallurgische Industrie war.

## Leben
Qi Yuanjing, der zu den Han gehörte, wurde 1945 Mitglied der Kommunistischen Partei Chinas (KPCh) und absolvierte ein Studium an der Vereinigten Universität von Nordchina sowie der Anti-Japanischen Militärischen und Politischen Universität. 1948 begann er ein Studium am Institut für Technologie in Harbin und war nach der Gründung der Volksrepublik China am 1. Oktober 1949 Übersetzer für die russische Sprache im Industrieministerium sowie für das Eisen- und Stahlkombinat Anshan. Nach einer Tätigkeit an der Technischen Universität Dalian begann er 1951 ein Studium an der Schule für Architektur und Ingenieurwesen in Leningrad, an der er auch Sekretär der chinesischen Studentenvereinigung und Vorsitzender des Studierendenrates war. Nach seiner Rückkehr wurde er 1956 Mitarbeiter des Ministeriums für metallurgische Industrie und war nacheinander Ingenieur, Leitender Ingenieur, Vizepräsident und Dekan des Instituts für Eisen- und Stahlforschung in Peking.
1982 wurde Qi Yuanjing Vize-Minister für metallurgische Industrie und war in dieser Funktion bis 1985 zugleich Mitglied der KPCh-Leitungsgruppe dieses Ministeriums. Im August 1985 löste er Li Dongye als Minister für metallurgische Industrie im Staatsrat der Volksrepublik China und bekleidete dies Ministeramt bis März 1993, woraufhin Liu Qi seine Nachfolge antrat. Zugleich war er zwischen 1985 und 1993 auch Sekretär  der KPCh-Leitungsgruppe dieses Ministeriums und wurde 1985 zunächst Kandidat des Zentralkomitee der Kommunistischen Partei Chinas (Zk der KPCh). Auf dem XIII. Parteitag der KPCh (25. Oktober bis 2. November 1987) wurde er zum Mitglied des ZK der KPCh gewählt und gehörte diesem Gremium bis zu seinem Tode an. Er war zuletzt von 1993 bis 1994 Mitglied des Nationalen Volkskongresses und fungierte in dieser achten Legislaturperiode auch als stellvertretender Vorsitzender des Ausschusses für Umweltschutz und Ressourcenschonung.